# Sinait
Sinait ist eine Stadtgemeinde in der philippinischen Provinz Ilocos Sur und liegt am Südchinesischen Meer. Das Gebiet grenzt sowohl im Osten als auch im Norden an die Provinz Ilocos Norte. Das flache Gelände besitzt an der Küste mehrere Strände. In Sinait ist das Upland Research and Development Center der University of Northern Philippines angesiedelt. 
Sinait ist in folgende 44 Baranggays aufgeteilt:
| - Aguing - Ballaigui - Baliw - Baracbac - Barikir - Battog - Binacud - Cabangtalan - Cabarambanan - Cabulalaan - Cadanglaan - Calingayan - Curtin - Dadalaquiten Norte - Dadalaquiten Sur | - Dean Leopoldo Yabes - Duyayyat - Jordan - Calanutian - Katipunan - Macabiag - Magsaysay - Marnay - Masadag - Nagcullooban - Nagbalioartian - Nagongburan - Namnama - Pacis - Paratong | - Purag - Quibit-quibit - Quimmallogong - Rangay - Ricudo - Sabagan - Sallacapo - Santa Cruz - Sapriana - Tapao - Teppeng - Tubigay - Ubbog - Zapat |